# When Something Is Wrong with My Baby
When Something Is Wrong with My Baby è una canzone scritta da Isaac Hayes e David Porter e cantata da Sam & Dave, pubblicata nel 1967 dalla Stax Records e dalla Atlantic Records.
La canzone ha riscosso un particolare successo, tanto da essere stata reinterpretata da numerosi altri artisti che ne hanno eseguito delle cover.

## Cover
Hall & Oates hanno eseguito una reinterpretazione del brano insieme a David Ruffin e Eddie Kendrick dei Temptations all'Apollo Theatre durante un concerto a New York nel 1985 mentre due anni prima, nel 1983, il brano era già stato ricantato da Johnny Gill e inserito nel suo eponimo album di debutto.
Nel 1989 Linda Ronstadt e Aaron Neville ne fecero un duetto, mentre nel 1994 la ricantarono Patti LaBelle e Travis Tritt.
La canzone fu inoltre reinterpretata da Herman Brood, mentre Guy Sebastian la cantò insieme a Jimmy Barnes e dal gruppo musicale Booker T. & the MG's durante un concerto a Sydney.
In Australia nel 1991 fu interpretata da John Farnham e Jimmy Barnes, mentre in Italia è stata ricantata da Pamela Petrarolo, con la quale si esibiva nel programma televisivo Non è la RAI e che venne inclusa nella compilation Non è la Rai sTREnna e nel primo album della Petrarolo, Io non vivo senza te.